# فندوق‌چینان
فندوق‌چینان (انگلیسی: The Nut Gatherers) نقاشی رنگ روغن از ویلیام-آدولف بوگرو نقاش هنرمند فرانسوی است. این اثر هنری یکی از محبوب‌ترین آثار هنری در مؤسسه هنر دیترویت است. فندوق‌چینان در سال ۱۹۵۴ توسط ویلیام ادموند اسکریپز به این موزه اهدا شد.